# Células de la abundancia

Esquema piramidal de las células (en portugués).

Las células de la abundancia, células de colores, células de gratitud, bolas de colores, bolas solidarias, círculos de la prosperidad, flores de la abundancia, ruedas de la amistad, telares de abundancia, mandala de la abundancia o retejida son una estafa piramidal que bajo este nombre y otros parecidos se han extendido por varios países de Iberoamérica.
Se extendieron en España en 2007, en Chile durante el mes de enero de 2008, donde se le conoce como "la célula" o "célula de la solidaridad" por sus simpatizantes e involucró rápidamente a la ciudad de Concepción y alrededores. En este mismo año se extendió también en Uruguay con el nombre de "Las Burbujas". Se tiene registrado que en México el movimiento comenzó a operar en septiembre de 2015. En Argentina comenzó a circular nuevamente (ya que había estado presente anteriormente) a comienzos del año 2016. En Chile empezó a funcionar nuevamente bajo el nombre de "Mandala" en octubre de 2016 y en Uruguay conocido como "Flor de la confianza" o "Fractal de la abundancia". En 2018 la iniciativa estaba extendida en Venezuela.

## Funcionamiento

Gráfico en el que se ve la evolución exponencial y piramidal de una célula.

Se ofrece como un sistema de financiación rápido en el que se recogen unos beneficios del 800 %. Para que eso suceda se debe entrar en el sistema aportando una cantidad (10 000 € normalmente) a una persona en forma de regalo. Esta persona recibe en total de 8 personas (80 000 €) pero antes ha entregado a alguien 10 000 €. Para que eso suceda hay que ir penetrando en el círculo, dividido en 4 capas. La célula la componen 15 personas en total: la capa superior formada por 8 personas, que son las que han ingresado últimas, la siguiente capa formada por 4 personas, la siguiente por 2 y la última por una sola persona, que es la que recibe el dinero.
Una vez que se consiguen las ocho personas de la capa superior, cada una de estas entregan 10 000 € a la persona que se encuentra en el centro (última capa). Cuando esto sucede, el círculo se divide en dos como una célula, de manera que los que estaban en la penúltima capa (2 personas) pasan a estar cada uno en una nueva célula, que solo tendrá 3 capas, ya que todos los miembros han penetrado una capa. En este momento, se necesitará completar la capa superior (8 personas) y al completarla se repetirá la operación. Nadie recupera su inversión hasta que alcanza el centro de su célula.
Ni siquiera es suficiente que vuelvan a entrar todos los antiguos participantes, ya que cada capa necesita un miembro más que las anteriores (8 miembros frente al total de 7 de suma de las capas anteriores). En el momento que colapsa por falta de nuevos miembros, las tres últimas capas pierden el dinero aportado. Debido al crecimiento exponencial, estas tres capas conforman más del 88 % total de los integrantes de las células, sin importar el número de veces que se hayan dividido.
Matemáticamente el modelo es inviable. Una vez iniciado el proceso, el número de iteración tenderá al infinito, pero ¿cuánto tiempo debe pasar para que sea inviable?
Suponiendo que cada persona lograra el objetivo de traer dos personas cada semana, para la semana número 32 el total de involucrados sería de 8.589.934.591, lo cual supera el total de población mundial contada para 2017, que era 7.722.727.000. 
Si vamos al supuesto que cada persona involucrada invirtiera de nuevo para que fuera sostenible, partiendo del hecho que una vez se divide la célula, su ganancia fue de 7 veces la primera vez, de 8 la segunda vez y de 8 la tercera vez, estaríamos en el supuesto que una persona está en la capacidad de re invertir 23 veces más, sin embargo, esto solo sucedería con los involucrados que lograron recibir las tres veces, ya que para el que recibió dos veces solo podría re invertir 15 veces y para el que recibió 1 vez solo podría re invertir 7 veces y el que no ha recibido nada inicia de inmediato en déficit.
Para efectos del ejemplo asumamos que toda la población, es decir los 7.722.727.000. tiene la capacidad de re invertir 23 veces con el objetivo de mantener el modelo, esto nos daría un total de 177.622.721.000. Esta cifra sería superada por mucho para la semana número 37, donde el número de involucrados sería de 274.877.906.944. A ese punto el modelo se vuelve insostenible. 

### Argumentos desmentidos
Las afirmaciones que tratan de respaldar este sistema son falsas ya que:
- Las tontinas africanas son un sistema circular (cerrado) entre personas que han llegado al acuerdo de cederse una parte del sueldo cada mes a una de las personas del círculo, que se va turnando de manera que periódicamente uno de ellos tiene un sueldo de un mes muy superior que le permite invertir, cosa que de otra manera no sería posible. Las tontinas también son un sistema de herencia de colectivos en el que se acuerda que el último en morir del colectivo se queda con el “tesoro” (en el capítulo "Flying Hellfish Squad" de la serie Los Simpsons usan este sistema de herencia).
- Nadie lo ha demostrado. Es necesario remarcar que los recursos que mantienen este sistema son las personas y el dinero, los cuales no son infinitos.
- Matemáticamente si se entra tres veces lo que se hace es reducir la expansión exponencial en 1, pero continúa siendo una expansión exponencial. Por otro lado, si eso fuera cierto entonces debería plantearse como algo obligatorio, ya que de lo contrario el sistema no se sostendría. Si entrando tres veces se mantiene el sistema, pero entrar tres veces no es obligatorio, el sistema falla.
- En España, el artículo 23 de la Ley de Ordenación del Comercio Minorista en su punto 2 expresa claramente: "Se prohíbe proponer la obtención de adhesiones o inscripciones con la esperanza de obtener un beneficio económico relacionado con la progresión geométrica del número de personas reclutadas o inscritas." Respecto a las pirámides basadas en donaciones monetarias: una donación es un traspaso de dinero por voluntad propia y sin esperar nada a cambio. En el momento en el que la donación se realiza como parte de una estructura mercantil, con el objetivo de recibir otras donaciones, la donación queda desvirtuada, y pasa a ser un ingreso, cuyo tratamiento fiscal es distinto.[2]
- En Suiza es ilegal desde 2002[cita requerida]
- Se utiliza la sugestión.

Existen también células supracelulares a las que solo se puede acceder al completar un ciclo y salir de una célula.

## Extensión de las células

### En España
Se ha extendido entre los sectores afines a las terapias alternativas, cremas y productos corporales y movimientos antisistema.
En Barcelona estuvieron muy activas a finales de 2007 y en Las Palmas de Gran Canaria a mediados del 2008. También ha llegado a Madrid, Andalucía, Tenerife y a otros lugares de España.
En 2017 se encuentran activas y se diversifican en diferentes áreas geográficas ya que tecnológicamente la comunicación ofrece la posibilidad de captar a través de reuniones y conexiones en grupo en línea.

### En Chile
En Chile, a diferencia de España, "la célula" no se ha expandido en círculos esotéricos ni en grupos aislados de la sociedad. Por el contrario, su expansión ha sido en el grueso de la clase media, principalmente en la clase media alta de la ciudad de Concepción. El fenómeno está lejos de ser un hecho aislado, siendo a principios de 2008 un fenómeno muy masificado, pero con su legalidad puesta en duda por los principales medios informativos nacionales.
A fines del 2007 comenzó a expandirse en la ciudad de Concepción en absoluto hermetismo entre la clase media/alta con sumas de un millón de pesos chilenos (por sobre los 2000 USD), y que luego en enero de 2008 se degradaría a diferentes células con sumas inferiores (al alcance de la clase media/baja), las cuales colapsaron rápidamente al cabo de unas cuantas semanas.
En principios de octubre de 2016, se comenzó a propagar por la ciudad de Santiago de Chile bajo el nombre de "Mandala".

### En Colombia
La extensión de las células en Colombia, conocidas como pirámides, tuvo lugar durante 2008 y se concentró en forma de agencias que se encargaban de gestionar el dinero. En noviembre de 2008 la mayoría de agencias habían quebrado, haciendo perder a los ahorristas varios cientos de millones de dólares. Se llegaron a producir disturbios por parte de los afectados en localidades como Buesaco, al sur de Colombia. El ministro del Interior, Fabio Valencia, tildó la situación como una «estafa masiva».
Para el 2019 las células de la abundancia han salido a la luz en Colombia, donde se hacen llamar: Telar de los sueños, telares de la prosperidad, mandalas de la abundancia, sin embargo las autoridades colombianas han mencionado que existen muchas variaciones de los nombres pero que igualmente serán intervenidas. «Intervención Legal».
Para el caso en Colombia, el funcionamiento es similar con algunas variaciones, donde se presentan como círculos de mujeres compuestos por cuatro niveles: Agua (1 mujer), Tierras (2 mujeres), Vientos (4 mujeres) y Fuegos (8 mujeres). Cada Telar está compuesto por 15 mujeres en donde las 8 fuegos dan un “regalo” de 1440 dólares para que la mujer agua pueda cumplir su sueño de recibir hasta 31.680 dólares (con los procesos de reciclado), y finalmente salir del Telar. En este punto, cada mujer tierra pasa a ser agua y el Telar se divide en dos, teniendo que buscar cada Telar otras ocho mujeres fuego, y así sucesivamente hasta que no hay más personas para ingresar y los telares colapsan. «Funcionamiento detallado».

### En Uruguay
Hacia finales de 2008 se extendió por Uruguay, traído de España con el nombre de "Las Burbujas". Los argumentos manejados son los mismos.
En julio de 2016 se está llevando a cabo esta estafa en Uruguay con el nombre de "Mandalas de la Abundancia". Se da la peculiaridad de que se promueve como una forma de trabajo interno, empoderamiento, "quemar los miedos" y otro tipo de expresiones que atraen a quienes pretenden un crecimiento espiritual.

### En Perú
A principio de enero de 2009 se presenta las primeras señales de las células de la abundancia, siendo el Sur del Perú el primer afectado y popularizada como: "gana ocho veces lo que inviertes" o "No se necesita Dinero para ganar Dinero", "sistema de donaciones 100 % legal", etc. Todas haciendo referencia e introducción común al capitalismo y fragmentos extraídos de la biblia para justificar y finalmente anexando su página web de referencia "Comunidad Elite".

### En Paraguay
Este tipo de estafa está ganando notoriedad desde inicios del 2009, siendo "Elite Resurrected" con su sistema de "donaciones" la que encontró varios incautos y seguidores, su expansión está dada principalmente a través de las redes sociales como el orkut o Facebook y también en el entorno de comerciantes y profesionales independientes, quienes arriesgan su prestigio ante el mercado, sus familiares y amigos quizás por la desesperante situación económica que envuelve al país.

### En México
A finales del 2015 se empezó a escuchar acerca de este sistema bajo el nombre de "Flor de la abundancia", se diseminó a través de redes sociales como Facebook y a través del sistema de mensajería WhatsApp. La Comisión Nacional para la Protección y Defensa de los Usuarios de los Servicios Financieros Condusef alertó sobre el riesgo que representa para los ahorradores depositar sus recursos en medios informales como tandas o el modelo conocido como “pirámide”.

### En Argentina
A comienzos del año 2016 se empezó a difundir en Argentina bajo varios nombres, entre ellos "Telar de mujeres", "Mandala de la abudancia", "Telar de la abundancia" y "Flor de la abundancia". Se diseminó a través de redes sociales como Facebook y a través del sistema de mensajería WhatsApp. Se ha difundido fuertemente en la provincia de Mendoza, donde si bien aún no ha habido denuncias, algunas personas se acercaron a la Dirección de Defensa del Consumidor.

## Tabla
Tabla en la que se presenta la fase en la que se encuentra la evolución de una célula que se va dividiendo, en relación con el N.º de células creadas, total personas implicadas, total personas que cobran, cantidad de personas que no cobran y personas necesarias para continuar el proceso.
| Fases | N.º de células creadas | Total personas implicadas | Total personas que cobran | Cantidad de personas que no cobran | Personas necesarias para continuar el proceso |
| 1     | 1                      | 15                        | 1                         | 14                                 | 16                                            |
| 2     | 2                      | 30                        | 2                         | 28                                 | 32                                            |
| 3     | 4                      | 60                        | 4                         | 56                                 | 64                                            |
| 4     | 8                      | 120                       | 8                         | 112                                | 128                                           |
| 5     | 16                     | 240                       | 16                        | 224                                | 256                                           |
| 6     | 32                     | 480                       | 32                        | 448                                | 512                                           |
| 7     | 64                     | 960                       | 64                        | 896                                | 1024                                          |
| 8     | 128                    | 1920                      | 128                       | 1792                               | 2048                                          |
| 9     | 256                    | 3840                      | 256                       | 3584                               | 4096                                          |
| 10    | 512                    | 7680                      | 512                       | 7168                               | 8192                                          |
| 11    | 1024                   | 15 360                    | 1024                      | 14 336                             | 16 384                                        |
| 12    | 2048                   | 30 720                    | 2048                      | 28 672                             | 32 768                                        |
| 13    | 4096                   | 61 440                    | 4096                      | 57 344                             | 65 536                                        |
| 14    | 8192                   | 122 880                   | 8192                      | 114 688                            | 131 072                                       |
| 15    | 16 384                 | 245 760                   | 16 384                    | 229 376                            | 262 144                                       |
| 16    | 32 768                 | 491 520                   | 32 768                    | 458 752                            | 524 288                                       |
| 17    | 65 536                 | 983 040                   | 65 536                    | 917 504                            | 1 048 576                                     |
| 18    | 131 072                | 1 966 080                 | 131 072                   | 1 835 008                          | 2 097 152                                     |
| 19    | 262 144                | 3 932 160                 | 262 144                   | 3 670 016                          | 4 194 304                                     |
| 20    | 524 288                | 7 864 320                 | 524 288                   | 7 340 032                          | 8 388 608                                     |
| 21    | 1 048 576              | 15 728 640                | 1 048 576                 | 14 680 064                         | 16 777 216                                    |
| 22    | 2 097 152              | 31 457 280                | 2 097 152                 | 29 360 128                         | 33 554 432                                    |
| 23    | 4 194 304              | 62 914 560                | 4 194 304                 | 58 720 256                         | 67 108 864                                    |
| 24    | 8 388 608              | 125 829 120               | 8 388 608                 | 117 440 512                        | 134 217 728                                   |
| 25    | 16 777 216             | 251 658 240               | 16 777 216                | 234 881 024                        | 268 435 456                                   |
| 26    | 33 554 432             | 503 316 480               | 33 554 432                | 469 762 048                        | 536 870 912                                   |
| 27    | 67 108 864             | 1 006 632 960             | 67 108 864                | 939 524 096                        | 1 073 741 824                                 |
| 28    | 134 217 728            | 2 013 265 920             | 134 217 728               | 1 879 048 192                      | 2 147 483 648                                 |
| 29    | 268 435 456            | 4 026 531 840             | 268 435 456               | 3. 058.096.384                     | 4 294 967 296                                 |
| 30    | 536 870 912            | 8 053 063 680             | 536 870 912               | 7 516 192 768                      | 8 589 934 592                                 |
| 31    | 1. 073 741 824         | 16 106 127 360            | 1 073 741 824             | 15 032 385 536                     | 17 179 869 184                                |
| 32    | 2 147 483 648          | 32 212 254 720            | 2 147 483 648             | 30 064 771 072                     | 34 359 738 368                                |
| 33    | 4 294 967 296          | 64 424 509 440            | 4 294 967 296             | 60 129 542 144                     | 68 719 476 736                                |
| 34    | 8 589 934 592          | 128 849 018 880           | 8 589 934 592             | 120 259 084 288                    | 137 438 953 472                               |
| 35    | 17 179 869 184         | 257 698 037 760           | 17 179 869 184            | 240 518 168 576                    | 274 877 906 944                               |
| 36    | 34 359 738 368         | 515 396 075 520           | 34 359 738 368            | 481 036 337 152                    | 549. 055 813 888                              |
| 37    | 68 719 476 736         | 1 030 792 151 040         | 68 719 476 736            | 962 072 674 304                    | 1 099 511 627 776                             |
| 38    | 137 438 953 472        | 2 061 584 002 080         | 137 438 953 472           | 1 924 145 348 608                  | 2 199 023 255 552                             |